# (74270) 1998 SR110
(74270) 1998 SR110 – planetoida z pasa głównego asteroid okrążająca Słońce w ciągu 4,36 lat w średniej odległości 2,67 j.a. Odkryta 26 września 1998 roku.